# Chiang Mai (Provinz)

Blick über die Stadt Chiang Mai

Chiang Mai (Thai: เชียงใหม่, anhörenⓘ) ist eine Provinz (Changwat) in der Nordregion von Thailand. Die Hauptstadt der Provinz Chiang Mai heißt ebenfalls Chiang Mai und ist das kulturelle und wirtschaftliche Zentrum Nordthailands.
Die Provinz Chiang Mai ist die bevölkerungsreichste Provinz der Nordregion und die flächenmäßig zweitgrößte Provinz Thailands.

## Lage
Chiang Mai liegt im hohen Norden von Thailand. Sie wird von Bergausläufern des Himalaya beherrscht, die sich in nord-südlicher Richtung erstrecken. Hier entspringt auch der Name Mae Nam Ping bzw. Ping-Fluss.
Nahe der Hauptstadt befindet sich die höchste Erhebung von Thailand: Doi Inthanon (2.565 Meter).
| Angrenzende Provinzen und Gebiete: | Angrenzende Provinzen und Gebiete: |
| ---------------------------------- | ---------------------------------- |
| Norden                             | Shan-Staat (Myanmar)               |
| Osten                              | Chiang Rai, Lampang, Lamphun       |
| Süden                              | Tak                                |
| Westen                             | Mae Hong Son                       |

## Klima
Das Klima im Norden ist relativ angenehm. Die Temperaturen schwanken zwischen 38 °C am Mittag in den heißen Monaten vor der Regenzeit und etwa 0 °C in den klaren Nächten des Winters. Die Höchsttemperatur im Jahr 2009 betrug 40,1 °C, die tiefste Temperatur wurde mit 10,9 °C gemessen. An 121 Regentagen fielen in demselben Jahr 1.076,2 mm Niederschlag.
|                       | Jan  | Feb  | Mär  | Apr  | Mai   | Jun   | Jul   | Aug   | Sep   | Okt   | Nov  | Dez  |   |         |
| Mittl. Tagesmax. (°C) | 29,4 | 32,2 | 34,9 | 36,1 | 34,0  | 32,6  | 31,8  | 31,3  | 31,5  | 31,3  | 29,8 | 28,3 | ⌀ | 31,9    |
| Mittl. Tagesmin. (°C) | 14,2 | 15,6 | 19,0 | 22,4 | 23,7  | 23,9  | 23,8  | 23,6  | 23,1  | 22,1  | 19,2 | 15,3 | ⌀ | 20,5    |
|                       |      |      |      |      |       |       |       |       |       |       |      |      |   |         |
| Niederschlag (mm)     | 7,7  | 9,2  | 19,2 | 54,1 | 153,0 | 117,3 | 153,2 | 224,6 | 200,2 | 118,1 | 51,3 | 18,3 | Σ | 1.126,2 |
|                       |      |      |      |      |       |       |       |       |       |       |      |      |   |         |
| Sonnenstunden (h/d)   | 9,1  | 9,8  | 9,0  | 9,0  | 8,6   | 6,0   | 5,0   | 4,6   | 5,8   | 7,2   | 7,8  | 8,4  | ⌀ | 7,5     |
|                       |      |      |      |      |       |       |       |       |       |       |      |      |   |         |
| Regentage (d)         | 0,7  | 1,0  | 2,2  | 6,4  | 14,6  | 16,0  | 18,4  | 20,6  | 17,2  | 11,6  | 5,1  | 1,6  | Σ | 115,4   |
|                       |      |      |      |      |       |       |       |       |       |       |      |      |   |         |
| Luftfeuchtigkeit (%)  | 74   | 65   | 58   | 60   | 72    | 79    | 80    | 84    | 84    | 82    | 80   | 77   | ⌀ | 74,6    |

| 14,2 |

| 15,6 |

| 19,0 |

| 22,4 |

| 23,7 |

| 23,9 |

| 23,8 |

| 23,6 |

| 23,1 |

| 22,1 |

| 19,2 |

| 15,3 |

| 14,2 |

| 15,6 |

| 19,0 |

| 22,4 |

| 23,7 |

| 23,9 |

| 23,8 |

| 23,6 |

| 23,1 |

| 22,1 |

| 19,2 |

| 15,3 |

### Wichtige Städte

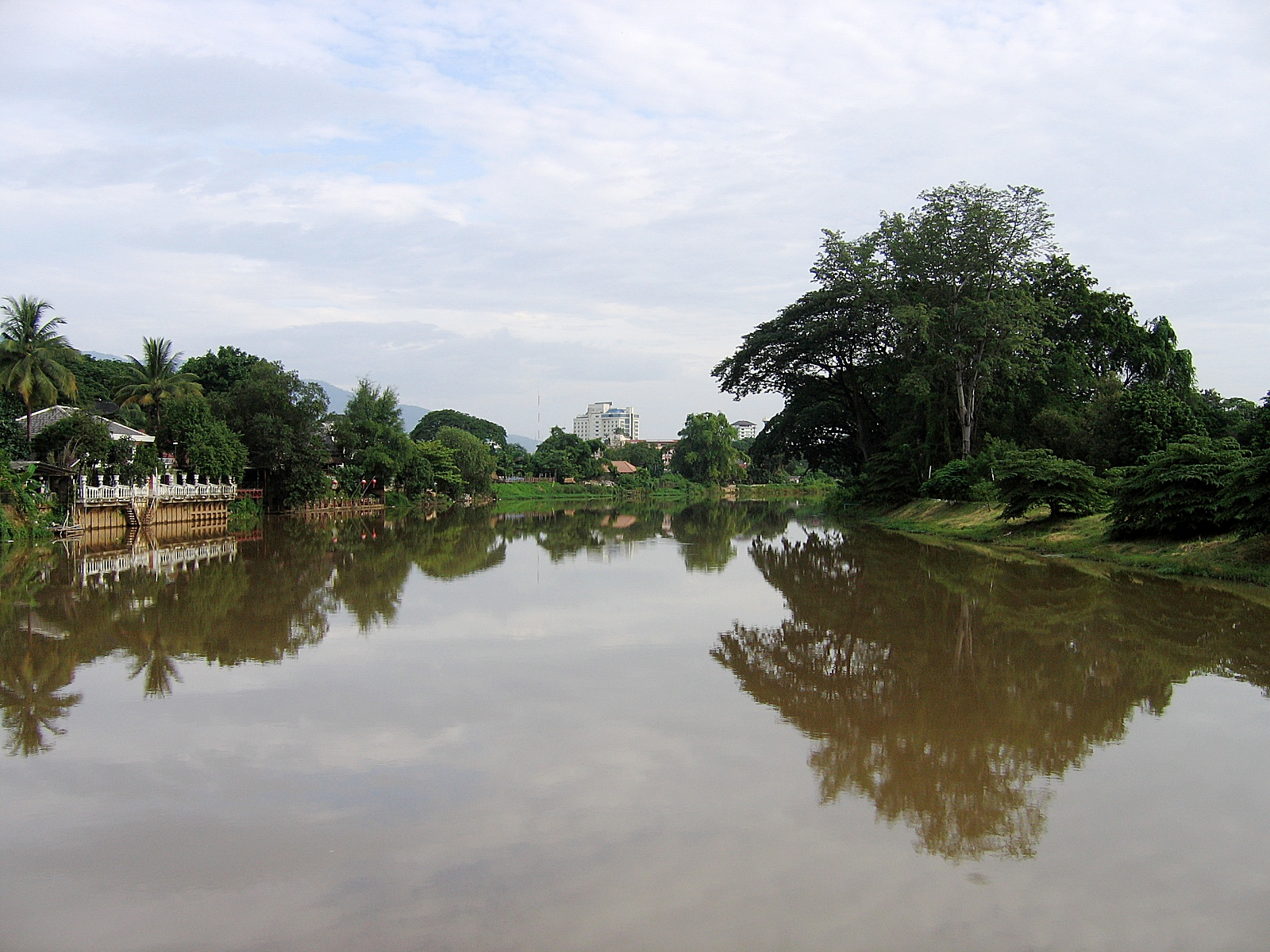
Der Maenam Ping bei Chiang Mai

- Chiang Mai
- Fang
- Chiang Dao
- Chom Thong

## Wirtschaft und Bedeutung
Das „Gross Provincial Product“ (Bruttoinlandsprodukt) der Provinz betrug 2011 162,030 Milliarden Baht. Der offizielle Mindestlohn in der Provinz beträgt seit dem 1. April 2012 251 Baht pro Tag (etwa 5 €).

### Daten
Die unten stehende Tabelle zeigt den Anteil der Wirtschaftszweige am Gross Provincial Product in Prozent:
| Wirtschaftszweig | 2006 | 2007 | 2008 | 2009 |
| ---------------- | ---- | ---- | ---- | ---- |
| Landwirtschaft   | 14,3 | 14,4 | 16,2 | 16,5 |
| Industrie        | 16,1 | 19,5 | 19,7 | 20,3 |
| Andere           | 69,6 | 66,1 | 64,1 | 63,2 |

Die am stärksten zur Wirtschaftsleistung der Provinz beitragende Branche war im Jahr 2011 die Landwirtschaft mit 41,888 Mrd. Baht, gefolgt vom Groß- und Einzelhandel mit 20,856 Mrd. Baht und dem verarbeitenden Gewerbe mit 14,441 Mrd. Baht.

### Landnutzung
Für die Provinz ist die folgende Landnutzung dokumentiert:
- Waldfläche: 10.380.924 Rai (16.609,5 km²), 82,6 % der Gesamtfläche
- Landwirtschaftlich genutzte Fläche: 1.401.902 Rai (2.243,0 km²), 11,2 % der Gesamtfläche
- Nicht klassifizierte Fläche: 784.085 Rai (1.254,5 km²), 6,2 % der Gesamtfläche

## Verkehr

### Flugverkehr

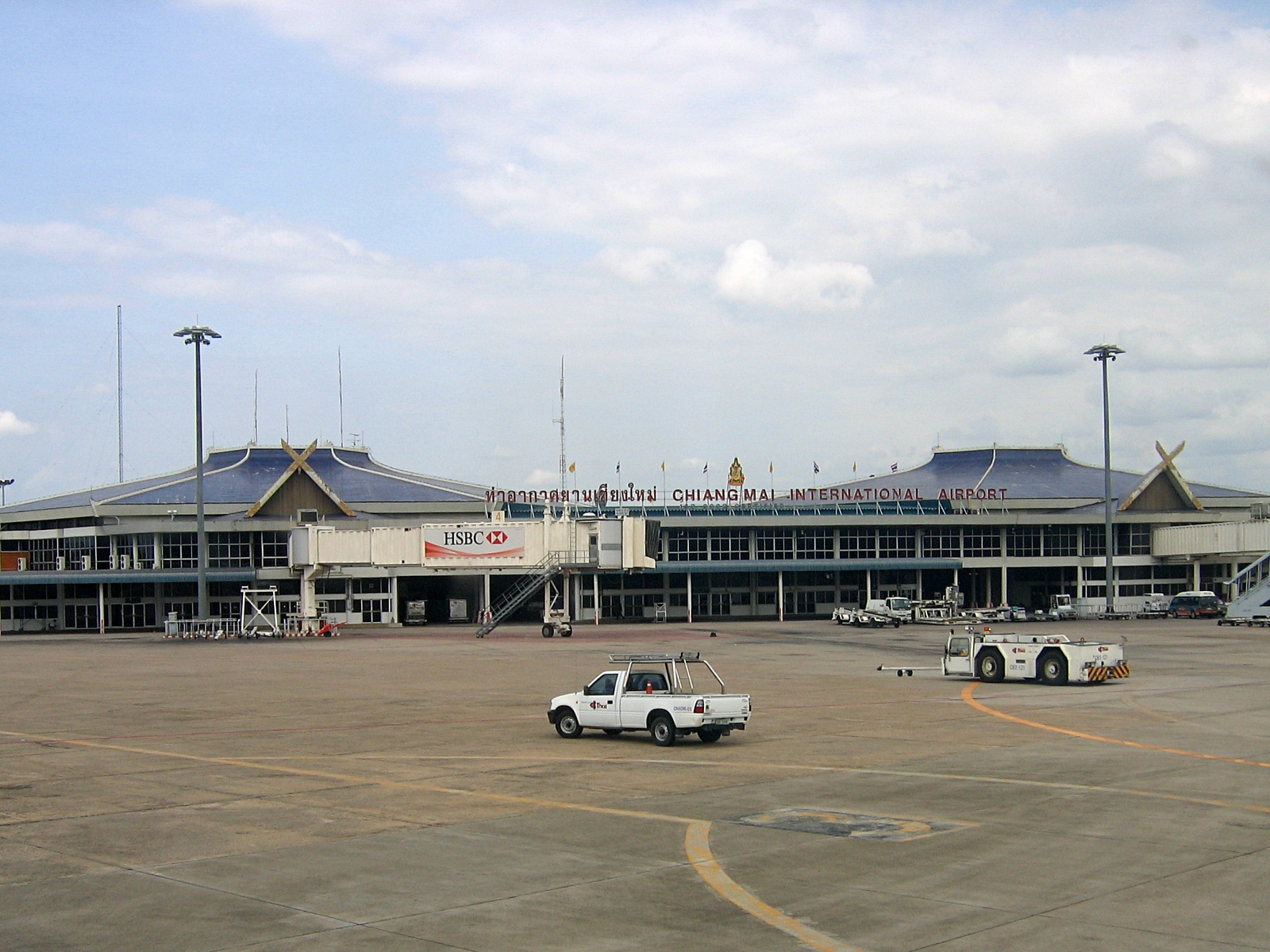
Flughafen Chiang Mai

- Internationaler Flughafen Chiang Mai (Thai: ท่าอากาศยานเชียงใหม่) (IATA: CNX, ICAO: VTCC)

### Bahnverkehr

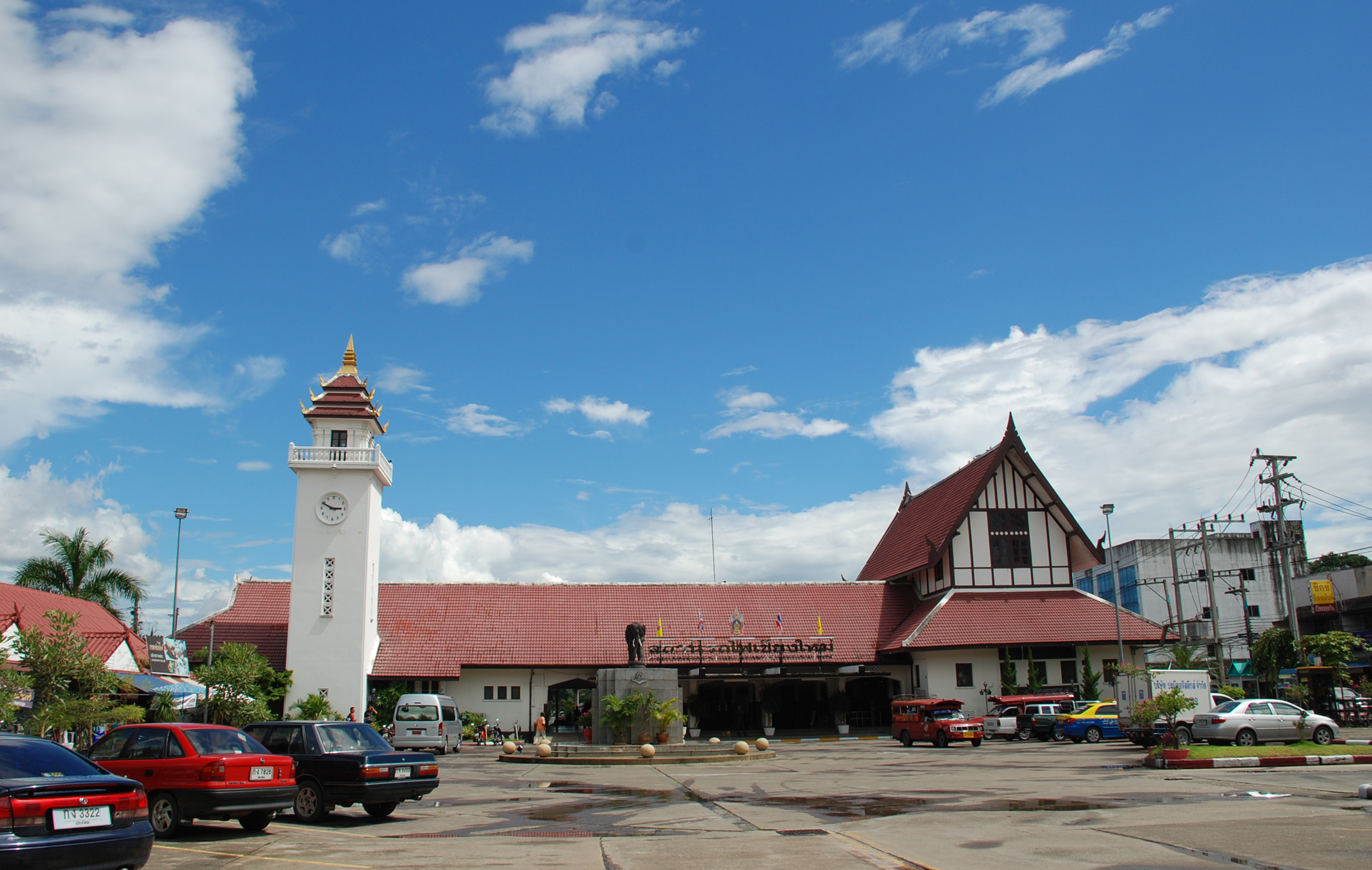
Bahnhof Chiang Mai

- Chiang Mai Bahnhof
- Saraphi Bahnhof

### Busverkehr
- Chiang Mai Bus Terminal (Arcade Bus Terminal)
- Chang Phueak Bus Terminal
- Phrao Bus Terminal
- Chiang-Fang Bus Terminal

## Bildungseinrichtungen

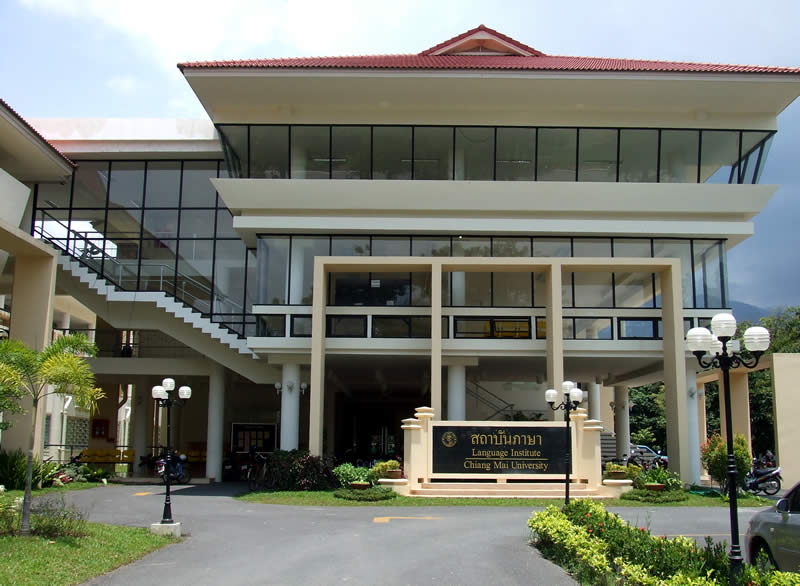
Universität Chiang Mai – Sprachinstitute

- Universität Chiang Mai, sie liegt etwa fünf Kilometer westlich des Stadtzentrums von Chiang Mai
- Maejo-Universität
- Rajabhat-Universität Chiang Mai
- Technische Universität Rajamangala Lanna
- North-Chiang Mai University (privat)
- Payap-Universität (privat, christlich)
- Far Eastern University (privat)
- Lanna-Campus der buddhistischen Mahamakut-Universität (Thammayut Nikaya) im Wat Chedi Luang
- Campus Chiang Mai der buddhistischen Mahachulalongkornrajavidyalaya-Universität (im Tambon Suthep, Amphoe Mueang Chiang Mai)

## Bevölkerung

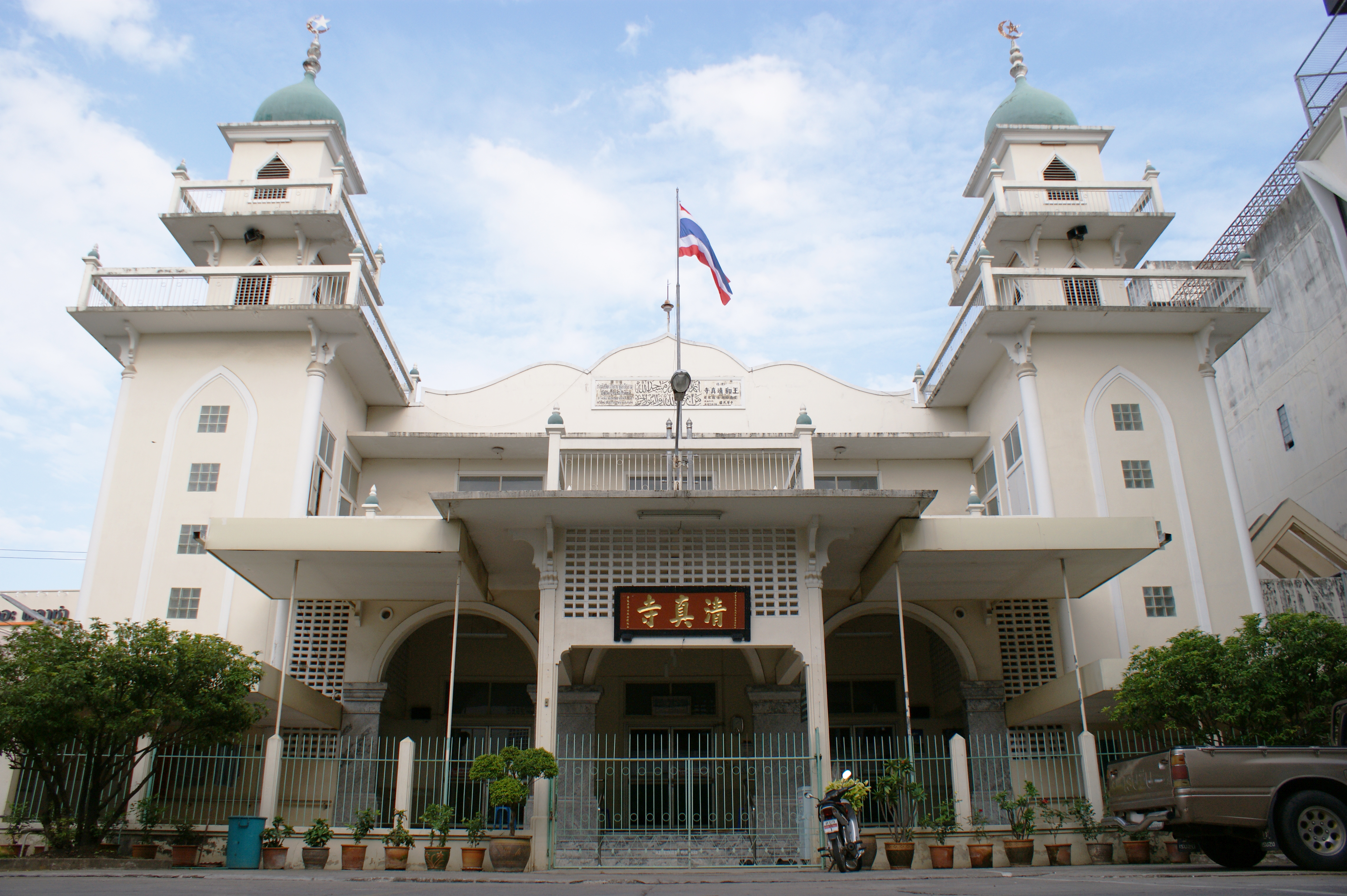
Chinesische Moschee in Chiang Mai

Die Mehrheitsbevölkerung der Provinz gehört zum Volk der Tai Yuan (oder „Nordthailänder“, Eigenbezeichnung Khon Müang). Dieses wird offiziell aber nicht als ethnische Minderheit, sondern als Thai betrachtet. Die Provinz Chiang Mai ist auch eines der Siedlungsgebiete der Bergvölker. Insgesamt gibt es mehr als 1.000 Dörfer der Hmong, Yao, Lisu, Lahu, Akha und Karen, von denen viele in der Provinz Chiang Mai liegen.
In der chinesischen Minderheit der Provinz gibt es auch einige muslimische Angehörige.
Den Daten der Volkszählung des Jahres 2000 zufolge hatten 96,6 % der Bewohner der Provinz die thailändische Staatsbürgerschaft (1990 waren es noch 99,4 %), 92,2 % waren Buddhisten, 6 % Christen (1990 noch 3,3 %). 13,4 % der Einwohner gaben an, eine der Sprachen der sogenannten Bergvölker zu sprechen (gegenüber 9,7 % im Jahr 1990).

## Geschichte

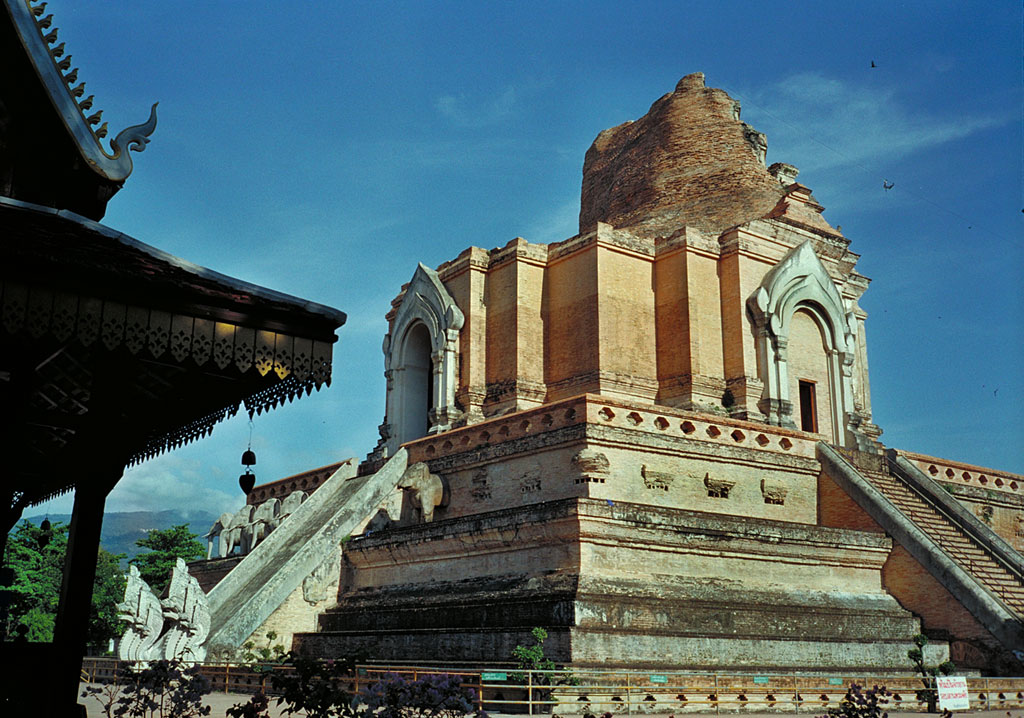
Wat Chedi Luang

Chiang Mai war ab seiner Gründung im Jahr 1296 durch den (möglicherweise legendären) Herrscher Mangrai die Hauptstadt des Königreiches Lan Na der Tai Yuan. 1774 geriet es unter die Abhängigkeit Siams (Vorläufer des heutigen Thailands), behielt aber als Königreich Chiang Mai zunächst weiter seine eigenen Strukturen. Erst 1899 wurde es als Provinz dem siamesischen Einheitsstaat eingegliedert, der es durch das Monthon Phayap (Nordwest) verwaltete. Die Monthon wurden 1932 abgeschafft, sodass die Provinz Chiang Mai direkt der Zentralregierung unterstellt wurde. Der nur noch zeremonielle Titel des Königs von Chiang Mai wurde ab 1939 nicht mehr vergeben.
Siehe auch: Geschichte Thailands und Eintrag in Chiang Mai.

## Politik
Chiang Mai ist die Heimatprovinz des milliardenschwerden Telekommunikationsunternehmers und ehemaligen Ministerpräsidenten Thaksin Shinawatra, der von 2001 bis 2006 regierte, und seiner Schwester Yingluck Shinawatra, die von 2011 bis 2014 die Regierung führte. Seit 2005 hat Thaksins Thai-Rak-Thai-Partei bzw. deren Nachfolgeorganisationen Partei der Volksmacht und Pheu Thai hier bei jeder Wahl alle Sitze gewonnen. Die Provinz Chiang Mai ist eine Hochburg der Thaksin nahestehenden Bewegung der „Rothemden“. Insbesondere ist hier die Basis der militanten Untergruppe Rak Chiang Mai 51, die 2009 die Gay Pride Parade in Chiang Mai überfiel und fremdenfeindliche und chauvinistische Positionen gegenüber Immigranten aus den Nachbarländern vertritt.

## Sehenswürdigkeiten
- Chiang Mai Krokodile Farm

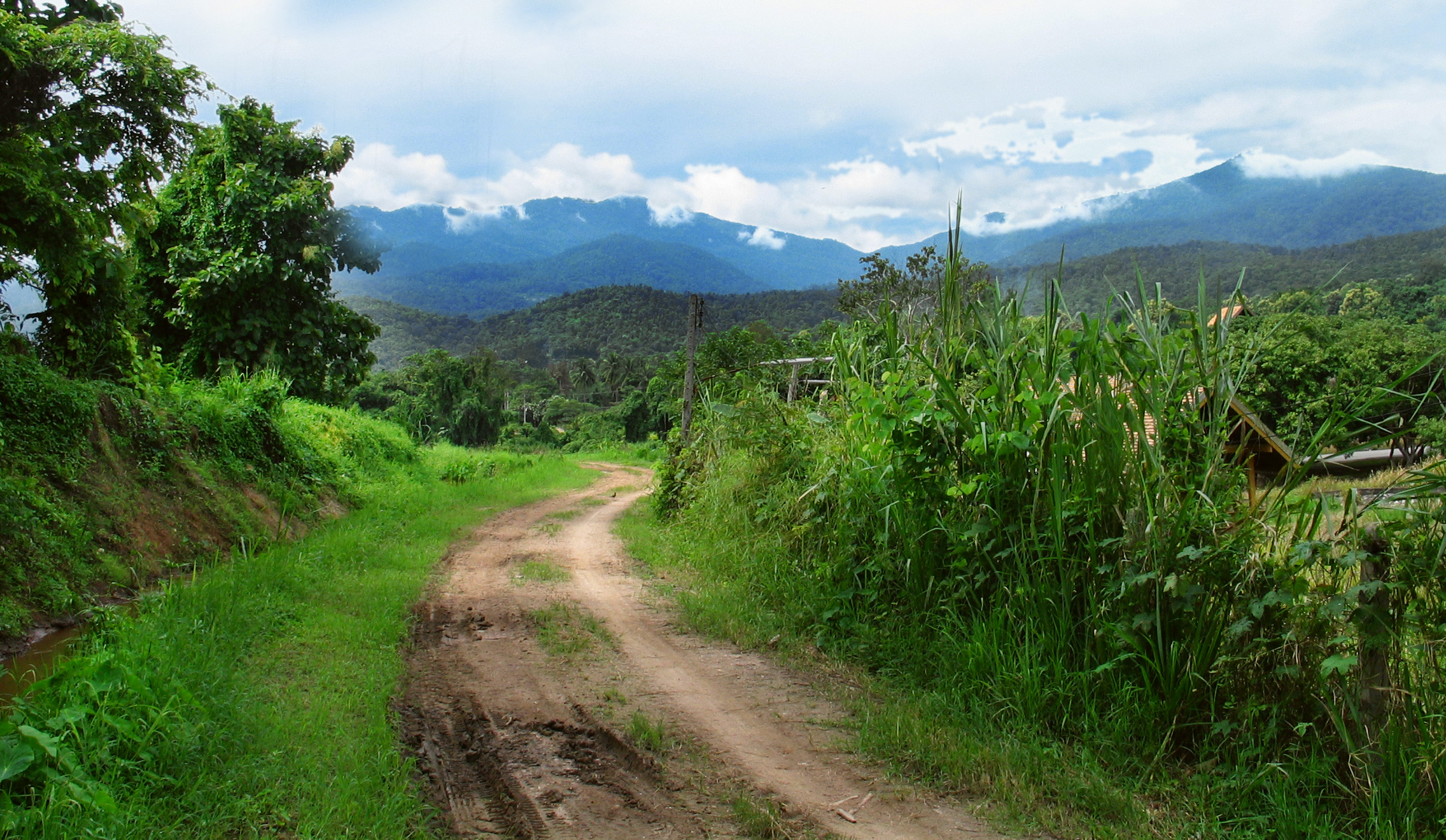
Nationalpark Doi Suthep

- Mae-Sa-Wasserfall – nordwestlich von Chiang Mai, dort auch ein Elefantencamp
- Doi Luang Chiang Dao – Höhlensystem im Doi Luang (Landkreis Chiang Dao) über 10 km begehbar, mit zahlreichen Buddhastatuen; in der Nähe auch Elefantencamp mit Vorführungen
- Nationalparks:
  - Nationalpark Doi Inthanon
  - Nationalpark Doi Phahom Pok (auch: Mae Fang Nationalpark)
  - Nationalpark Doi Suthep-Pui
  - Nationalpark Doi Wiang Pha
  - Nationalpark Mae Wang
  - Nationalpark Op Khan
  - Nationalpark Op Luang
  - Nationalpark Pha Daeng (Chiang Dao)
  - Nationalpark Si Lan Na
  - Nationalpark Khun Khan
  - Nationalpark Huai Nam Dang
  - Nationalpark Mae Ping

## Symbole
Das Siegel der Provinz zeigt einen weißen Elefanten (als Symbol des Königs von Thailand) in einem Pavillon aus Glas. Es erinnert an die Spende eines solchen Tieres von König Rama II. an Chiang Mai. Der Pavillon ist ein Symbol für die Verbreitung des Buddhismus, 1977 fand hier der 8. Weltkongreß des Buddhismus statt.
Der lokale Baum und die lokale Blüte ist der Plossobaum (Butea monosperma).

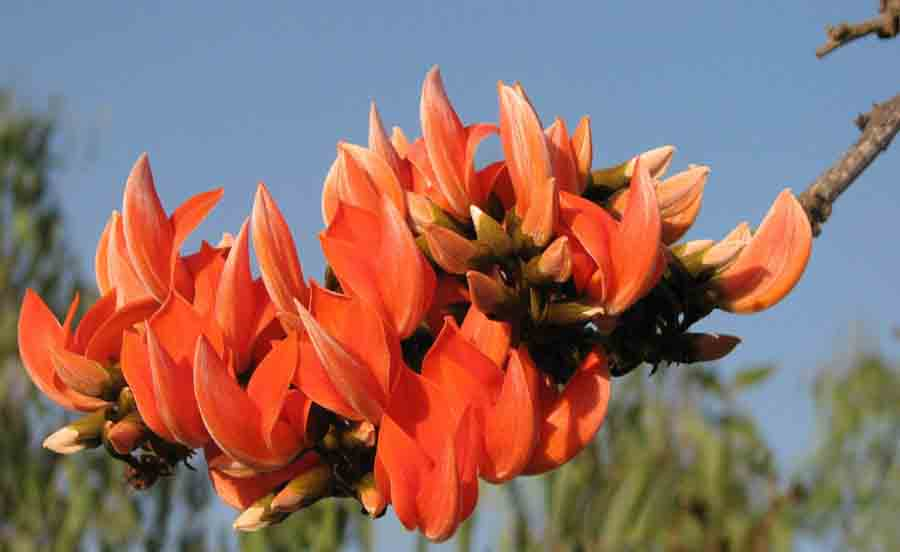
Plossobaum

Der Wahlspruch der Provinz Chiang Mai lautet:
„Doi Suthep, der weitbekannte Gipfel des Landes,
Anziehende Sitten machen die Stadt so prachtvoll,
Schöne Blumen wachsen das ganze Jahr hindurch,
Nakhon Ping ist der andere Name dieser Stadt, den wir hören werden.“

## Verwaltungseinheiten

### Provinzverwaltung

Verwaltungseinheiten der Provinz Chiang Mai

Die Provinz Chiang Mai ist in 25 Amphoe (‚Bezirke‘ oder ‚Landkreise‘) gegliedert. Diese sind unterteilt in 204 Tambon (‚Unterbezirke‘ oder ‚Gemeinden‘) und 1915 Muban (‚Dörfer‘).
| Nr. | Amphoe            | Thai               |  | Nr. | Amphoe        | Thai           |  | Nr. | Amphoe          | Thai             |
| --- | ----------------- | ------------------ |  | --- | ------------- | -------------- |  | --- | --------------- | ---------------- |
| 1.  | Mueang Chiang Mai | (อำเภอเมืองเชียงใหม่) |  | 10. | Mae Ai        | (อำเภอแม่อาย)   |  | 19. | Saraphi         | (อำเภอสารภี)      |
| 2.  | Chom Thong        | (อำเภอจอมทอง)      |  | 11. | Phrao         | (อำเภอพร้าว)    |  | 20. | Wiang Haeng     | (อำเภอเวียงแหง)   |
| 3.  | Mae Chaem         | (อำเภอแม่แจ่ม)       |  | 12. | San Pa Tong   | (อำเภอสันป่าตอง) |  | 21. | Chai Prakan     | (อำเภอไชยปราการ) |
| 4.  | Chiang Dao        | (อำเภอเชียงดาว)     |  | 13. | San Kamphaeng | (อำเภอสันกำแพง) |  | 22. | Mae Wang        | (อำเภอแม่วาง)     |
| 5.  | Doi Saket         | (อำเภอดอยสะเก็ด)    |  | 14. | San Sai       | (อำเภอสันทราย)  |  | 23. | Mae On          | (อำเภอแม่ออน)     |
| 6.  | Mae Taeng         | (อำเภอแม่แตง)       |  | 15. | Hang Dong     | (อำเภอหางดง)   |  | 24. | Doi Lo          | (อำเภอดอยหล่อ)    |
| 7.  | Mae Rim           | (อำเภอแม่ริม)        |  | 16. | Hot           | (อำเภอฮอด)     |  | 25. | Galyani Vadhana | (อำเภอกัลยาณิวัฒนา) |
| 8.  | Samoeng           | (อำเภอสะเมิง)       |  | 17. | Doi Tao       | (อำเภอดอยเต่า)  |  |     |                 |                  |
| 9.  | Fang              | (อำเภอฝาง)         |  | 18. | Omkoi         | (อำเภออมก๋อย)   |  |     |                 |                  |

### Lokalverwaltung
Für das ganze Gebiet der Provinz besteht eine Provinz-Verwaltungsorganisation (องค์การบริหารส่วนจังหวัด, kurz อบจ., Ongkan Borihan suan Changwat; englisch Provincial Administrative Organization, PAO).
Auf dem Gebiet der Provinz gibt es des Weiteren 120 Thesaban (‚Kommunen‘) – darunter eine „Großstadt“ (die Provinzhauptstadt), vier „Städte“ und 115 „Kleinstädte“ – sowie 91 Tambon-Verwaltungsorganisationen.

## Bekannte Söhne und Töchter der Provinz
- Harin Hongsakul (1914–2008), Luftwaffengeneral, Präsident der Nationalversammlung
- Subin Pinkayan (* 1934), ehemaliger Politiker (Wissenschafts-, Handels-, Außenminister)
- Charoen Wattanasin (* 1937), ehemaliger Badmintonspieler
- Nidhi Eoseewong (* 1940), Historiker
- Suchart Chaovisith (1940–2009), Politiker (Finanzminister, stellvertretender Ministerpräsident)
- Tarrin Nimmanahaeminda (* 1945), Banker und ehemaliger Politiker (Finanzminister)
- Thaksin Shinawatra (* 1949), Unternehmer und Politiker (ehemaliger Ministerpräsident)
- Yingluck Shinawatra (* 1967), Managerin und Politikerin (ehemalige Ministerpräsidentin)
- Chookiat Sakveerakul (* 1981), Regisseur und Drehbuchautor
- Parinya Charoenphol („Nong Toom“; * 1981), transsexuelle ehemalige Muay-Thai-Kämpferin
- Natthaphong Samana (* 1984), Fußballspieler
- Noppawan Lertcheewakarn (* 1991), Tennisspielerin
- Supanara Sukhasvasti (* 1992), Leichtathlet (Weitspringer)